# Benice (województwo zachodniopomorskie)
Benice – wieś w Polsce położona w województwie zachodniopomorskim, w powiecie kamieńskim, w gminie Kamień Pomorski.
W latach 1975–1998 miejscowość administracyjnie należała do województwa szczecińskiego.

## Historia
Pierwsza historyczna wzmianka o miejscowości pochodzi z 1365 roku i dotyczy dziedzica Tideke Warnow. Kolejna wzmianka pochodzi z 1375 roku i dotyczy braci Ditricha i Henninga Warnow. W 1466 roku we wsi swą siedzibę posiadał Hans von Flemming z Buku. Od 1466 roku (z niewielkimi przerwami) do II wojny światowej wieś stanowiła własność rodziny von Flemming, posiadaczy największych majątków na Pomorzu.  W 1517 roku we wsi powstała nowa siedziba rodowa von Flemming.
Pod koniec XVI wieku Benice składały się z dwóch majątków, jeden A należał do rodziny von Flemming ze Świerzna, drugi B do von Flemming z Mierzęcina. W 1628 roku został utworzony trzeci majątek C, w którym zamieszkał i zmarł w 1659 roku Otto von Flemming z Mierzęcina. W 1628 roku we wsi mieszkali młynarz, kowal, owczarz i garncarz. W 1740 roku właścicielem całego majątku był Hanrich von Flemming (1665-1755) ze Świerzna. W 1769 roku majątek poprzez wiano Juliany Sabiny von Flemming stał się własnością rodziny von Schlabrendorf. W 1787 roku wieś ponownie została własnością von Flemming. W tym czasie istniał tu folwark, a we wsi było 10 chłopów, 2 zagrodników, kowal, nauczyciel, wiatrak i 36 dymów.  W 1867 roku właścicielem majątku był Thamm Hasso von Flemming. W 1896 roku majątek odziedziczył jego syn, Kurd von Flemming mieszkający w Śniatowie, który w 1899 roku połączył Benice, Giżkowo, Ganiec, Buk i Łęgno w klucz alodialny, z którym wiązał się tytuł hrabiego. Ostatnim właścicielem w 1939 roku był dr Hasso von Flemming, a jego majątek obejmował 1274 ha ziemi.
Po II wojnie światowej teren dawnego majątku przejął PGR.

## Kościół
We wsi znajduje się Kościół Macierzyństwa Najświętszej Maryi Panny z 1899 roku.

## Pałac Flemmingów
We wsi znajduje się dwukondygnacyjny pałac o powierzchni 1530 m², zbudowany w duchu neoklasycyzmu w XIX wieku. Jego budowa rozpoczęła się w 1867 roku. Jest to budynek z ryzalitem (z herbem – wilk i kozioł) w fasadzie głównej, z przeszkloną i bogato zdobioną werandą oraz portykiem podtrzymującym balkon, całość kryta dachem czterospadowym.
W latach 1870–1945 dobra rycerskie Benice, w tym pałac, należały do rodziny von Flemming, która była jedną z najbogatszych rodzin na Pomorzu Zachodnim. Ostatnim właścicielem Benic przed końcem II wojny światowej był dr Hasso von Flemming. 

Po II wojnie światowej teren majątku przejęło Państwowe Gospodarstwo Rolne, a w pałacu znajdowała się szkoła rolnicza. Obecnie obiekt należy do Starostwa Powiatowego w Kamieniu Pomorskim i jest użytkowany przez Zespół Szkół Ponadpodstawowych w Benicach, w tym Technikum Leśne, Technikum Hodowli Koni (profil Policja Konna), Technikum Rolnicze i Technikum Agrobiznesu.
W sąsiedztwie znajdują się zachowane budynki gospodarcze w postaci kuźni, szklarni i służbówki oraz park dworski z XIX wieku o powierzchni 8 ha z dwoma stawami i bogatym starodrzewem złożonym min. z buka pospolitego, cisa, dębu czerwonego i szypułkowego, grabu pospolitego, jesionu wyniosłego, olszy, lipy, wiązu, kasztanowca białego, orzecha włoskiego i topoli białej.
Obiekt jest dostępny.